# Catedrais e igrejas góticas

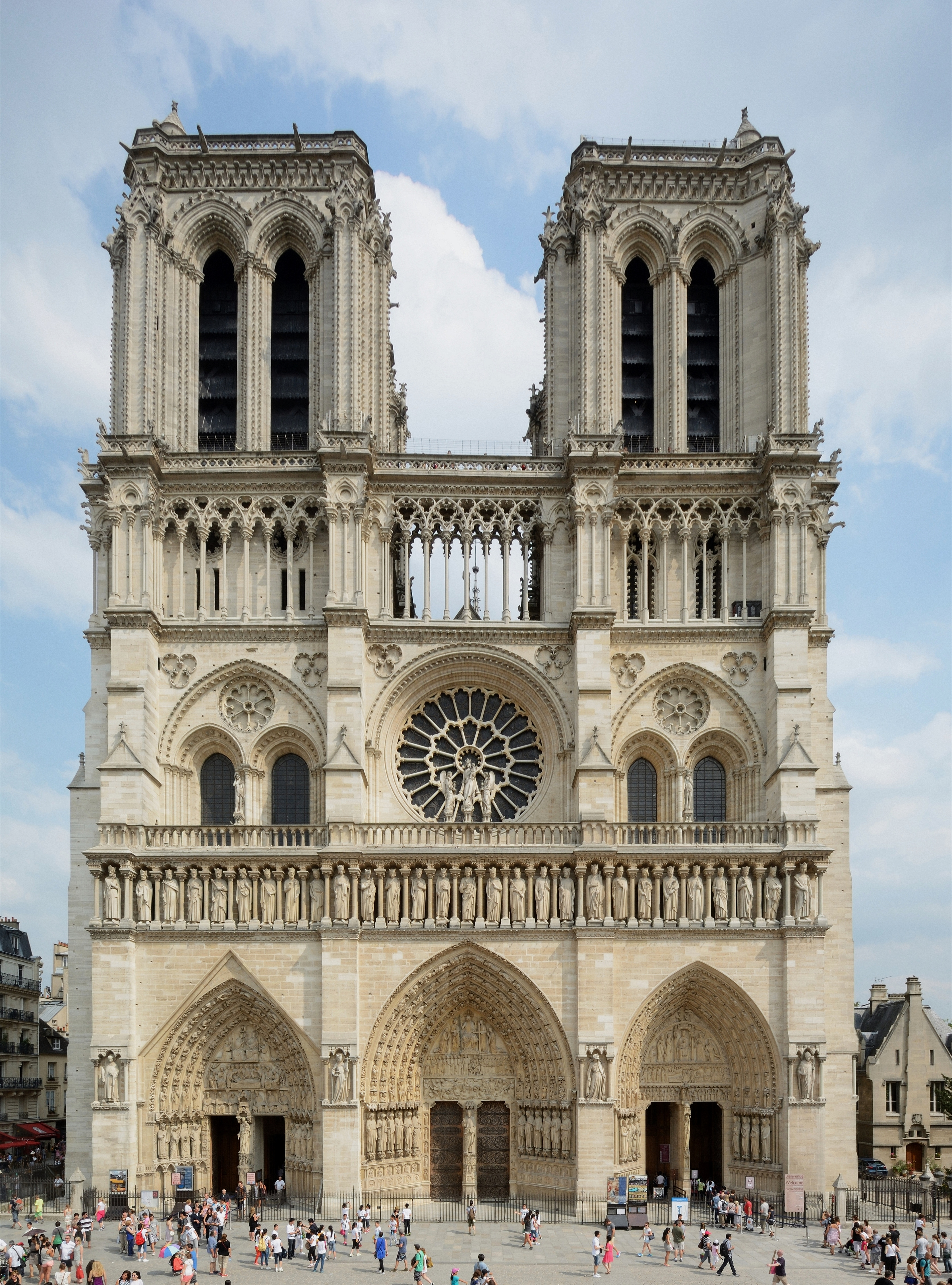
Catedral de Notre-Dame de Paris

Catedrais e Igrejas Góticas são edifícios religiosos criados na Europa entre meados do século XII e o início do século XVI. As catedrais são notáveis particularmente por sua grande altura e seu uso extensivo de vitrais para preencher os interiores com luz. Elas eram os edifícios mais altos e maiores de seu tempo e os exemplos mais proeminentes da arquitetura gótica. O surgimento da catedral gótica não foi apenas uma revolução na arquitetura; também introduziu novas formas em decoração, escultura e arte e até filosofia.
Catedrais eram por definição igrejas onde um bispo presidia. Abadias eram as igrejas anexas aos mosteiros. Muitas igrejas paroquiais menores também foram construídas no estilo gótico. O surgimento das grandes catedrais no século XII foi uma resposta ao aumento dramático da população e da riqueza em algumas partes da Europa e à necessidade de edifícios maiores e mais imponentes. Avanços técnicos, como usos inovadores do arco pontiagudo, abóbada de nervuras e arcobotante, permitiram que as igrejas e a catedral se tornassem muito mais altas e fortes, com janelas maiores e mais luz.
As catedrais e igrejas góticas representam um marco na história da arquitetura. O estilo gótico é uma evolução do românico, caracterizado por inovações técnicas e artísticas que buscavam expressar a grandiosidade espiritual e a conexão entre o humano e o divino. A arquitetura gótica floresceu particularmente em países como França, Alemanha, Inglaterra, Itália e Espanha, cada um contribuindo com variações regionais.

## Características Arquitetônicas
- Arcos ogivais: Substituíram os arcos de volta perfeita do românico. O arco ogival permitia maior flexibilidade no design e melhor distribuição do peso, possibilitando construções mais altas e amplas.

- Abóbadas de nervuras: As abóbadas góticas são estruturadas por nervuras que reforçam as junções das pedras, criando compartimentos entre elas, chamados de “peneiras”. Isso não apenas distribui o peso de forma eficiente, mas também permitiu maior ornamentação.

- Contrafortes e arcobotantes: Essenciais para sustentar o peso das paredes e dos tetos altos, esses elementos externos permitiram a inclusão de grandes janelas, diminuindo a necessidade de paredes maciças.

- Rosáceas e vitrais: As janelas ganharam importância estética e teológica, com vitrais coloridos que representavam histórias bíblicas, santos e figuras simbólicas, como a Virgem Maria. As rosáceas, particularmente sobre as entradas principais, são exemplos de uma ornamentação complexa e delicada.

- Torres e flechas: As igrejas góticas frequentemente incluem torres altas ou flechas, que se projetam para o céu como símbolo de aspiração divina.

- Decoração rica e detalhada: Gárgulas, pináculos e esculturas retratando santos, cenas bíblicas e até figuras grotescas eram abundantes, contribuindo para o apelo visual e narrativo.

## Significado Espiritual e Cultural
Essas igrejas eram centros religiosos, políticos e culturais. Sua monumentalidade era planejada para inspirar temor e reverência, demonstrando o poder da Igreja e o papel central da religião na sociedade medieval. Além disso, funcionavam como repositórios de arte e conhecimento, com bibliotecas e manuscritos preciosos frequentemente armazenados em seus interiores.
As catedrais góticas foram projetadas para elevar a mente e o espírito ao divino. Cada aspecto arquitetônico tinha um simbolismo religioso profundo:
- Altura e verticalidade: As torres, flechas e abóbadas apontavam para o céu, simbolizando a aspiração humana de alcançar Deus. A elevação física e visual buscava criar uma experiência transcendente, conectando o fiel ao divino.

- Luz como manifestação divina: Os vitrais coloridos filtravam a luz natural em tons vibrantes, criando uma atmosfera celestial dentro das igrejas. A luz, muitas vezes associada à presença de Deus, transformava os espaços interiores em manifestações físicas do sagrado.

- Plano em cruz latina: Muitas igrejas góticas seguiram o formato de cruz latina, reforçando o simbolismo cristão central na arquitetura.

## Gótico primitivo – França (meados do século XII)

### Abade Suger e Basílica de Saint-Denis
O estilo gótico apareceu pela primeira vez na França em meados do século XII em uma abadia, a Basílica de Saint-Denis, construída pelo Abade Suger. A antiga basílica era o local de sepultamento tradicional de Saint-Denis e dos reis da França, e também era um destino de peregrinação muito popular, tanto que os peregrinos às vezes eram esmagados pelas multidões. Suger se tornou o abade de Saint-Denis em 1122. Ele se tornou amigo e confidente de dois reis franceses, Luís VI e Luís VII, e serviu como regente de Luís VII durante a ausência do rei para a Segunda Cruzada (1147–49). O Abade Suger foi uma figura central no desenvolvimento da arquitetura gótica e na reforma da Basílica de Saint-Denis, considerada o berço desse estilo arquitetônico. Suas ideias e obras marcaram uma transformação profunda na estética e na funcionalidade das igrejas medievais, influenciando diretamente a construção de catedrais góticas em toda a Europa.
O trabalho de Suger na Basílica de Saint-Denis marcou o início de uma nova era na arquitetura e arte medievais, definindo o estilo gótico. Seu legado perdura como um exemplo de como a fé, a arte e a inovação técnica podem se combinar para criar algo extraordinário.
Suger, com o apoio total do rei, decidiu ampliar a igreja e reconstruí-la em um novo modelo. Sua primeira modificação foi uma nova fachada oeste, inspirada em parte por novas igrejas na Normandia, com duas torres e três portais profundos. Cada um dos portais tinha um tímpano de escultura, contando uma história bíblica ou inspiradora. O tímpano instalado por Sugar retratava o Juízo Final sobre a porta principal e o martírio de Saint Denis sobre a outra porta. O tímpano sobre os portais leste se tornou uma característica das catedrais góticas posteriores.[8] Quando a nova fachada foi concluída, Suger voltou sua atenção para o coro e o deambulatório no oeste da igreja.
Hoje, Saint-Denis é reconhecida não apenas como o berço da arquitetura gótica, mas também como um marco cultural e espiritual, refletindo os ideais de Suger e o auge da civilização medieval europeia.